# Horst Köhler
Horst Köhler GColIH (pronúncia AFI: [ˈhɔɐ̯st ˈkøːlɐ] (ouvir)ⓘ) (Skierbieszów, 22 de fevereiro de 1943 – Berlim, 1 de fevereiro de 2025) foi um político alemão filiado à União Democrata-Cristã. Foi o presidente da Alemanha de 2004 a 2010. Como candidato do partido irmão da UDC, a União Social-Cristã, e o Partido Democrático Liberal, Köhler foi eleito ao seu primeiro mandato de cinco anos pela Assembleia Federal em 23 de maio de 2004 e tomou posse subsequentemente em 30 de julho de 2004. Foi reeleito para um segundo mandato em 23 de maio de 2009. Apenas um ano depois, em 31 de maio de 2010, ele renunciou o cargo em uma controvérsia envolvendo seus comentários sobre o papel das Forças Armadas da Alemanha à luz de uma visita das tropas ao Afeganistão.
Foi professor de economia. Antes de sua eleição a Presidente, Köhler tinha uma carreira distinta na política e no serviço civil  e como um executivo bancário. Ele foi o Presidente do Banco Europeu para Reconstrução e Desenvolvimento de 1998 a 2000 e presidiu o Fundo Monetário Internacional (FMI) de 2000 a 2004.
Embora o cargo de Presidente seja menos influente que o de Chanceler e seja mais centrado no lado cerimonial, Köhler tornou-se o político mais popular da Alemanha durante o seu mandato, com índices de aprovação recordes. Ele apelou por uma maior influência presidencial e sugeriu que o Presidente deva se eleito por sufrágio direto novamente, como era feito na Alemanha sob a Constituição de Weimar.
A 2 de Março de 2009 recebeu o Grande-Colar da Ordem do Infante D. Henrique de Portugal, dia em que sua mulher Eva Luisa Bohnet foi agraciada com a Grã-Cruz da mesma Ordem.

## Renúncia
Em consequência das críticas aos seus comentários a respeito das ações militares e dos interesses comerciais de seu país, Köhler renunciou ao cargo de Presidente da Alemanha em 31 de maio de 2010.
De acordo com a Lei Fundamental (que tem o papel de constituição na Alemanha), seu sucessor interino foi o presidente da Câmara Alta (Bundesrat) do Parlamento, o socialdemocrata Jens Böhrnsen. O sucessor definitivo deve ser eleito nos trinta dias seguintes à renúncia pela Assembleia Federal.

## Morte
Köhler morreu no dia 1° de fevereiro de 2025 aos 81 anos, em Berlim, Alemanha, após "uma curta e grave doença".